# Sustain
Il sustain è, nella musica, la proprietà di uno strumento musicale di mantenere (in inglese sustain) il suono nel tempo dopo essere stato suonato. Designa il lasso temporale entro cui il suono è udibile prima di esaurirsi.
Il sustain è anche la terza delle fasi ADSR, quella che viene dopo l'attack e il decay e prima del release. 
Strumenti a percussione come il tamburo e la batteria sono quelli che hanno meno sustain.
Gli strumenti a fiato e aerofoni come l'organo hanno in teoria sustain illimitato.
Strumenti a corde come pianoforte e chitarra hanno un sustain abbastanza ampio. 
Il sustain di uno strumento, e quindi la durata del suono dopo la sua emissione, è influenzato da numerosi fattori: il tipo di costruzione (corpo solido, semivuoto o vuoto), il materiale utilizzato per il corpo dello strumento, il posizionamento delle corde. 
Per strumenti come chitarra elettrica, basso elettrico è possibile prolungare il sustain ricorrendo ad effetti a pedale.